# Геркіс Карл-Гедерт Карлович
Карл-Гедерт Карлович Геркіс (1933, місто Лудза, Латвія — ?) — латвійський радянський державний і комуністичний діяч, доцент, секретар ЦК КП Латвії.

## Життєпис
Освіта вища. Член КПРС з 1957 року.
Працював викладачем у вищих навчальних закладах Латвійської РСР.
У 1984—1987 роках — доцент, завідувач кафедри марксизму-ленінізму Латвійської державної консерваторії імені Вітоли.
У 1987—1990 роках — керівник групи лекторів ЦК КП Латвії.
23 листопада 1990 — серпень 1991 року — секретар ЦК КП Латвії.
Подальша доля невідома.